# Tourism BiH
La società Bihy by Tourism BiH è un'organizzazione turistica nazionale che mira a influenzare e incoraggiare viaggi, sia internazionali che nazionali, in Bosnia ed Erzegovina.

## L'industria turistica in Bosnia ed Erzegovina
Nel 1998, i ricavi turistici sono stati pari a 257,00 milioni di dollari americani, circa il 6,2% del prodotto nazionale lordo. In quel momento si contavano circa 148.000 turisti per una spesa procapite di circa 1.736 dollari. In 21 anni, l’incidenza del turismo nel paese è leggermente diminuita. Nell'ultimo anno del sondaggio, le entrate ammontavano a 1,23 miliardi di dollari, pari al 6,1% del prodotto nazionale lordo. Ogni visitatore ora spende una media di 1.023 dollari per la sua vacanza in Bosnia ed Erzegovina.